# BUT/愛的證明
『BUT/愛的證明』為2007年3月14日發行之日本歌手・倖田來未第35th單曲。

## 附註
- 2007年第1彈單曲，為前前作、前作以來再度的雙A面單曲。

- 精選輯『BEST 〜BOUNCE & LOVERS〜』同時發行。

- 「CD ONLY」、「CD+DVD」初回盤皆收錄Bonus Track「BUT 〜The Ghettobots remix〜」。

- 「BUT」為（松竹・東急系）劇場播出的全美舞蹈電影史上歷代第5名「Step Up」的主題歌、東芝「SoftBank 911T」廣告曲。另外也是横濱ベイスターズ的内川聖一選手的選手登場曲。

- 本曲帶有「同性戀」色彩的樂曲。

- 「愛的證明」為日本電視台連續劇「愛の流刑地」主題歌（2007年3月20、21日二夜連續播出）。

## 發行版本
- CD+DVD
- CD ONLY
- 黑膠唱片

## 曲目

### CD
※僅收錄於初回版
1. BUT
作詞：Kumi Koda 作曲・編曲：Tommy Henriksen
2. 愛的證明
作詞：kumi koda　作曲:Reika Yuuki　編曲：Masaki Iehara
3. BUT 〜The Ghettobots remix〜 (Bonus Track)※
4. BUT (instrumental)
5. 愛的證明 (instrumental)

### DVD
1. BUT (Music Video)
2. 愛証 (Music Video)
3. BUT (Making Video)
4. 愛証 (Making Video)

### 黑膠唱片
SIDE A
1. BUT
2. BUT ～Drum 'n Bass remix～
remixed by DJ AKi (ES9 REMIX)
CD未收錄。

SIDE B
1. BUT ～The Ghettobots remix～
remixed by B-Money
2. BUT Instrumental